# Pilas
Pilas – miasto w Hiszpanii, we wspólnocie autonomicznej Andaluzja. W 2008 liczyło 12 988 mieszkańców.